# Sylvia nigricapillus
Sylvia nigricapillus là một loài chim trong họ Sylviidae.
Nó là loài đặc hữu của Nam Phi và Eswatini. Môi trường sống tự nhiên của chúng là rừng trên núi ẩm nhiệt đới hoặc cận nhiệt đới và vùng cây bụi cao nhiệt đới hoặc cận nhiệt đới. Nó đang bị đe dọa do mất môi trường sống.